# NGC 1155
NGC 1155 é uma galáxia lenticular (S0) localizada na direcção da constelação de Eridanus. Possui uma declinação de -10° 21' 01" e uma ascensão recta de 2 horas, 58 minutos e 13,0 segundos.
A galáxia NGC 1155 foi descoberta em 15 de Dezembro de 1876 por Édouard Jean-Marie Stephan.